# Jonas Jonsson (strzelec)
Jonas Engelbrekt Jonsson (ur. 27 października 1903 w Hanebo, zm. 12 stycznia 1996 w Norrköping) – szwedzki strzelec sportowy, olimpijczyk, zdobywca brązowego medalu na Letnich Igrzyskach Olimpijskich w 1948 roku w Londynie w konkurencji karabinu małokalibrowego leżąc na 50 m.